# Драцена Годсефа
Драцена Годсефа (лат. Dracaena surculosa, syn. Dracaena godseffiana hort. ex Baker) — полукустарник, вид рода Драцена (Dracaena) семейства Спаржевые (Asparagaceae). Популярное комнатное растение.

## Распространение и экология
В природе растение распространено в западной части тропической Африки.

## Ботаническое описание
Полукустарник, в природе достигающий в высоту восьми метров. В комнатных условиях Драцену Годсефа выращивают в высоту до 1 м над горшком. Корни красновато-коричневые, как правило, более или менее клубневые.
Стебли прямостоячие, тонкие, тростниковые, с нехарактерными для драцен листьями, имеющими форму эллипса с заострёнными концами. Листья по 3—5 листьев располагаются в ложных мутовках, наверху они зелёные, у многих сортов на них расположены пятна разного цвета — светло-зелёного, жёлтого, кремового или белого цвета в зависимости от сорта. Длина листьев достигает 16 см, а ширина — около 5 см.
Цветки у Драцены Годсефа имеют приятный запах, они обычно жёлтого цвета с зеленоватым оттенком, на верхушках собираны в пазушные или верхушечные кистевидные соцветия. Драцена Годсефа в комнатных условиях цветёт очень редко, ей требуются специфические благоприятные условия, в которых она цветёт даже на окнах, обращенных на север.

## Культивирование
Драцена Годсефа — популярное комнатное и оранжерейное растение. По мнению учёных Университета Джорджии, этот вид драцены неплохо растёт при низкой освещенности, не привередлив к температуре содержания (подходит температура воздуха, нормальная для человека) и не требует обильного полива. Однако, как утверждают учёные, драцена нуждается в достаточно сухом воздухе, и даже способна его увлажнять.
Лучшие условия содержания для драцены Годсефа — тёплая небольшая теплица с температурой летом 20—23 градуса по Цельсию, а зимой — 16. Почва должна быть смесью земли с торфом, богатым гумусом, с кислотностью 6,0.
Но эта драцена хорошо произрастает и на светлом месте в комнате — на окне, или даже в углу. Обязательное условие содержания — отсутствие прямых солнечных лучей, иначе растение может получить ожоги. Чтобы не прекращался рост, растение необходимо удобрять раз в две недели. Удобрения и вода, в которой их разводят, должны содержать минимальное количество фтора и хлора, поскольку эти элементы могут погубить растение.

## Пересадка и размножение
Пересаживают растение весной. Размножают в домашних условиях черенками.